# Roman Bek
Roman Bek (* 16. Dezember 1924 in Pilsen) ist ein tschechischer Philosoph und Dozent.

## Leben
Nach dem Abitur an der elektrotechnischen Industrieschule 1943 arbeitete Bek in verschiedenen Berufen, nach dem Krieg als Techniker in den Westböhmischen Elektrizitätswerken. Das Fernstudium der Philosophie an der Karls-Universität Prag beendete er 1959. 1957 trat er die Stelle eines Assistenten an der Tschechischen Technischen Universität Prag an. Er dozierte Philosophie mit Ausrichtung auf philosophische Problematik der physikalischen Wissenschaften und ab 1968 Logik, Systemtheorie und Formsprachen. 1962 habilitierte er mit einer Arbeit über die Problematik des Determinismus in der Quantenmechanik. Weitere Habilitationsarbeit schrieb er 1964, 1978 seine Doktordissertation. 1982 wird er zum Hochschulprofessor ernannt.

## Werke
Seine wissenschaftliche und pädagogische Tätigkeit war vor allem auf die philosophischen Aspekte der Physik und technischer Wissenschaft ausgerichtet. Er beschäftigte sich dabei mit der semantisch-logischen Problematik der Mathematik in diesen Fächern. Einen Teil seiner Publikationen widmete er der temporalen Logik.

### Veröffentlichungen
- Úvod do logiky a metodologie vědy I–II, 1968, 1969
- Teorie formálních jazyků, 1978
- Teorie modelů a formálních jazyků, 1979
- Types of Formal Models of Higher Order Large-Scale Dynamic Systems. Modeling a. Simulation, Proceedings, Lyon 1981
- Sémantika přesného popisu reality ve fyzikálně-technických vědách, 1982
- Teorie systémů, 1988
- Logika (skriptum ČVUT), 1996
- K popisu fyzikálních procesů pomocí klasifikatorických, topologických a metrických termínů, Teorie a metoda 1972
- Sémantické aspekty popisu reality pomocí přesných množin, Acta Polytechnica 1973
- To Explanation of Notion „Adequacy of Theoretical Language with Respect to Empirical Evidence“, Teorie a metoda 1975
- Time Change of Objects a. Problem of their Identification, Kybernetika 1976
- O možnosti obsáhnout modální systémy v klasických jazykových systémech, Acta Polytechnica 1977
- Discourse on One Way in which a Quantum-Mechanical Language on the Classical Base Can be Built up, Kybernetika 1978
- O jazyku, myšlení a intuitivním myšlení při řešení odborných problémů, Acta Polytechnica 1983
- The Theory of Nonsubjective Expert Systems Based on Causal Analysis, Computers a. Artificial Intelligence, 1988
- Logika jako model mentálních procesů? Logica '89, 1990
- The Sources of Uncertainty a. Dealing with them in the Languages, Logica '90, 1991
- Logic, Cognitive Model a. Reality, Logica '94, 1994.

| Personendaten    | Personendaten                   |
| ---------------- | ------------------------------- |
| NAME             | Bek, Roman                      |
| KURZBESCHREIBUNG | tschechischer Philosoph, Dozent |
| GEBURTSDATUM     | 16. Dezember 1924               |
| GEBURTSORT       | Pilsen                          |